# Leopold II. von Habsburg

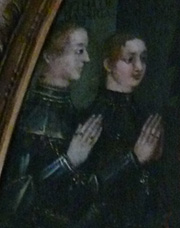

Leopold II. (* 1328; † 10. August 1344), der jüngere der beiden Söhne des Herzogs Otto des Fröhlichen, verlor im Alter von zwei Jahren seine Mutter, Elisabeth von Niederbayern, und mit elf Jahren seinen Vater. 16-jährig starb er völlig unerwartet wenige Monate vor dem ebenso plötzlichen Tod seines 17-jährigen Bruders Friedrich II. Die Zeitgenossen sprachen von Vergiftung. Die Nachfolge traten nun statt der Söhne des verstorbenen Herzogs Otto die Söhne seines Bruders, Herzog Albrechts II., an.